# Alexandre de Hieràpolis (253)
Alexandre de Hieràpolis (Ἀλέξανδρος) fou un bisbe de Hieràpolis de Frígia que vivia vers el 253. Fou l'autor del llibre "De les coses introduïdes per Crist en el món" (τί καινὸν εἰσήνεγκε Χριστός εἰς τὸν κόσμον. κεφ), obra que no ens ha arribat.

## Correspondència
Es conserven algunes cartes enviades o rebudes per Alexandre.